# Pleurocrypta piriformis
Pleurocrypta piriformis is een pissebed uit de familie Bopyridae. De wetenschappelijke naam van de soort is voor het eerst geldig gepubliceerd in 1968 door Bourdon.